# 欧州車
欧州車（おうしゅうしゃ）とは、

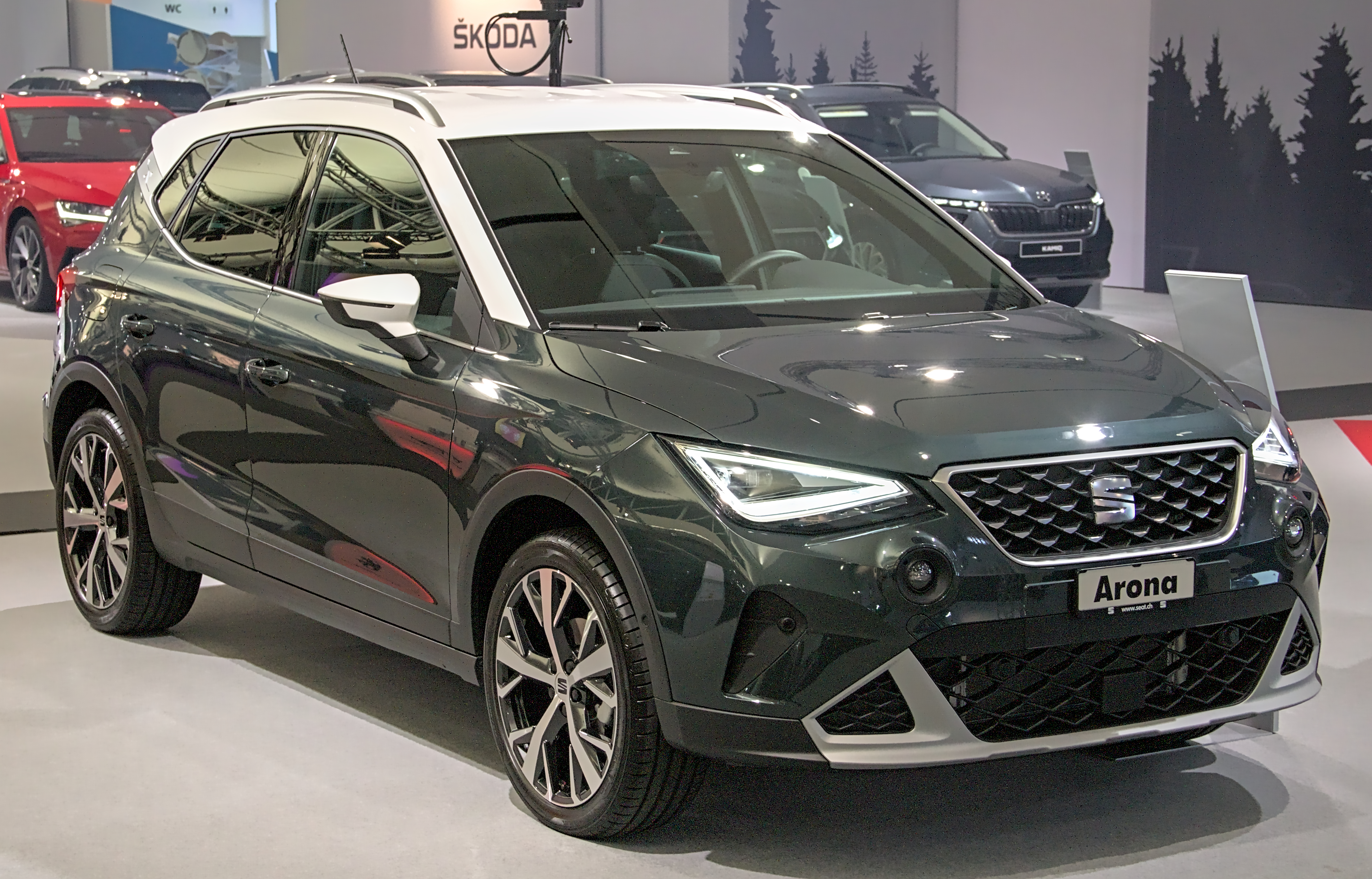
セアト・アローナ（スペイン）

1. 大陸ヨーロッパを拠点とする自動車会社およびブランドによって製造・販売される自動車。通例ではスウェーデン車を含むが、イギリス車は別途独立して扱われる。
2. ヨーロッパで製造される自動車

のことである。

## 概説
上記いずれの場合においても、「ヨーロッパを拠点とする自動車会社」や「ヨーロッパ」の指し示す範囲により「欧州車」の定義は不明確となる。
ヨーロッパの自動車業界団体である欧州自動車工業会（ACEA、本部：ブリュッセル）には、アメリカ・ゼネラルモータース（GM)とフォードのヨーロッパ法人を含む13社が加盟しており、それらの会社が製造・販売する自動車を「欧州車」と定義することもできる。2007年、同会には非欧米系として初めて日本のトヨタ自動車の現地法人であるトヨタ・モーター・ヨーロッパ（TME）の加盟が決定した。
ヨーロッパメーカーによるヨーロッパにおける自動車の生産拠点は従来の西ヨーロッパから、コスト削減が可能な中央ヨーロッパへとシフトしている。EU27か国における自動車生産は世界の27%であり（2006年）、乗用車生産に限った生産シェアは同33%（2007年）であった。EUで生産される自動車の輸出先として最大の市場はNAFTA諸国であり、次いでEU非加盟の東ヨーロッパ諸国である。
日本で輸入・販売されている欧州ブランド車の生産国には南アフリカ、アメリカ、メキシコなどヨーロッパ域外も多いが、それらの自動車は上記「1.」に照らし「ヨーロッパ車」と定義されている。

## 主な欧州車メーカー・欧州車ブランド
- BMWグループ（BMW、MINI、ロールス・ロイス）
- メルセデス・ベンツ・グループ（メルセデス・ベンツ、スマート）
- ダイムラー・トラック（メルセデス・ベンツ、ゼトラ）
- フォルクスワーゲングループ（フォルクスワーゲン、アウディ、ランボルギーニ、シュコダ、セアト、ポルシェ、スカニア、MAN Truck & Bus）
- 欧州フォード（英語版）（フォード・モーター傘下）
- ルノー
- ステランティス（フィアット、アルファロメオ、ランチア、マセラティ、アバルト、プジョー、シトロエン、DSオートモビルズ、オペル、ボクスホール）
- フェラーリ
- イヴェコ
- 浙江吉利控股集団（ボルボ、ポールスター、ロータス）
- ボルボ・グループ（ボルボ・トラックス、ルノー・トラックス）
- ジャガーランドローバー（タタ・モーターズ傘下）